# FC Lokomotiv Nizhni Nóvgorod

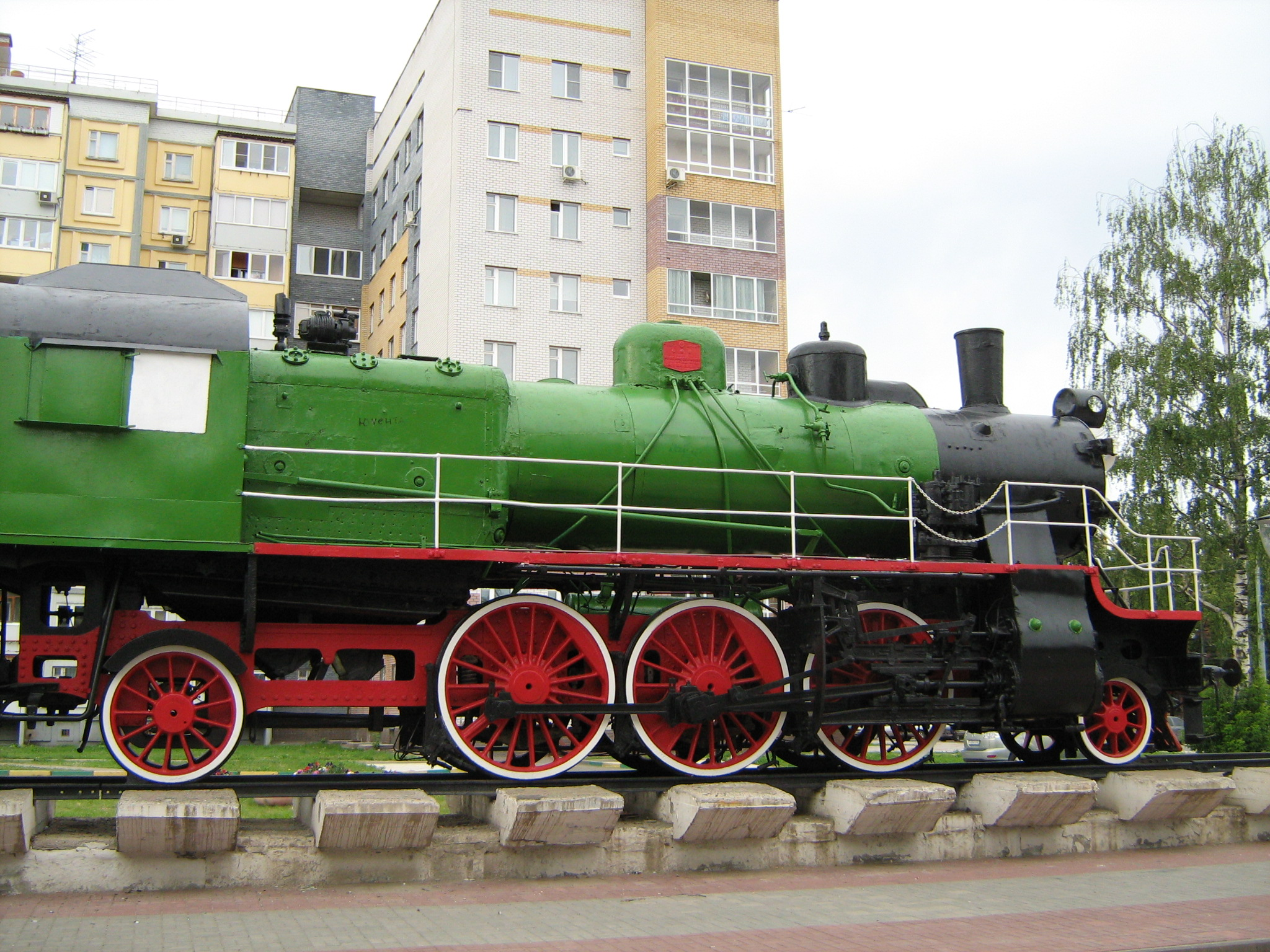
El histórico tren de vapor que celebra el legado ferroviario de la ciudad de Nizhni Nóvgorod.

El Football Club Lokomotiv Nizhni Nóvgorod fue un equipo de fútbol de Rusia que alguna vez jugó en la Liga Premier de Rusia, la liga de fútbol más importante del país.

## Historia
Fue fundado en el año en la ciudad de Nizhni Nóvgorod por trabajadores de ferrocarriles y cambió de nombre en varias ocasiones, las cuales fueron:
- Lokomotiv (1916-18)
- Chervonka (1918-1922)
- Spartak (1923-1930)
- Tyaga (1931)
- Zheleznodorozhniki (1932-1935)
- Lokomotiv (1936-2002)
- Lokomotiv-NN (2002-06)

Durante la existencia de la Unión Soviética formó parte de la Sociedad deportiva voluntaria Lokomotiv.

### Lokomotiv Moderno
Participó en torneos escolares y no formó parte de la estructura del fútbol en la Unión Soviética hasta 1987, en donde dos años después logró el ascenso a la Primera División de la Unión Soviética.
Con la desaparición de la Unión Soviética en 1992, Lokomotiv fue uno de los equipos que disputaron la temporada inaugural de la Liga Premier de Rusia, en donde su mejor posición fue el sexto lugar, jugando en ella hasta su descenso en 1997, año en el cual fueron semifinalistas de la Copa Intertoto. Lograron el retorno a la Liga Premier de Rusia, en la que permanecieron por 2 temporadas hasta su descenso en el año 2001 tras quedar en último lugar. Jugó 8 temporadas en la Liga Premier de Rusia y disputó 248 partidos con un rendimiento del 53%. Contaron con un equipo filial en la Tercera División de Rusia en la temporada 1996/97 llamado FC Lokomotiv-d Nizhny Novgorod.

### Lokomotiv NN
En el 2002 el club fue refundado como Lokomotiv-GZhD, el cual fue creado por Gorkiy Railways y patrocinado por la administración de la óblast de  Nizhni Nóvgorod, ingresando en los niveles amateur de Rusia. En ese mismo año lograron el ascenso a la Segunda División de Rusia, en la cual permanecieron hasta el 2005, ya que en el año 2006 desaparecieron.

## Jugadores destacados
Los jugadores que aparecen en Negrita integraron a su respectiva Selección Nacional:
| - Dmitri Kuznetsov - Sergei Gorlukovich - Vladimir Tatarchuk - Ivan Hetsko - Dmitri Cheryshev - Andrei Afanasyev - Pyotr Bystrov - Lyubomir Kantonistov - Yuri Matveyev - Gennadiy Nizhegorodov - Andrei Novosadov - Andrey Movsisyan - Arthur Petrosyan - Alyaksandr Oreshnikow - Mikalay Ryndzyuk | - Andrei Satsunkevich - Vladimir Sheleg - Valer Shantalosau - Kakhaber Gogichaishvili - Gocha Gogrichiani - Zurab Ionanidze - Zurab Popkhadze - Igor Avdeev - Aleksandr Familtsev - Ruslan Gumar - Sergey Timofeev - Arsen Tlekhugov - Viktor Zubarev - Zakir Dzhalilov - Nazim Adzhiyev | - Aleksandrs Isakovs - Virginijus Baltušnikas - Vidas Dančenka - Darius Gvildys - Vadimas Petrenko - Nerijus Vasiliauskas - Marek Hollý - Arsen Avakov - Mukhsin Mukhamadiev - Rustam Khaidaraliyev - Yuri Kalitvintsev - Yuri Moroz - Vladyslav Prudius - Aleksandr Sayun - Mihai Dragus |